# Omaha (Nebraska)
Omaha is de grootste stad in de Amerikaanse staat Nebraska, en valt bestuurlijk gezien onder Douglas County.

## Demografie
In 1990 had de stad 357.807 inwoners.
Bij de volkstelling in 2000 werd het aantal inwoners vastgesteld op 390.007.
In 2006 is het aantal inwoners door het United States Census Bureau geschat op 419.545, een stijging van 29.538 (7,6%). In 2021 waren er 487.300 inwoners.
Ongeveer 7,5 % van de bevolking van Omaha bestaat uit hispanics en latino's, 13,3 % is van Afrikaanse oorsprong en 1,7 % van Aziatische oorsprong.

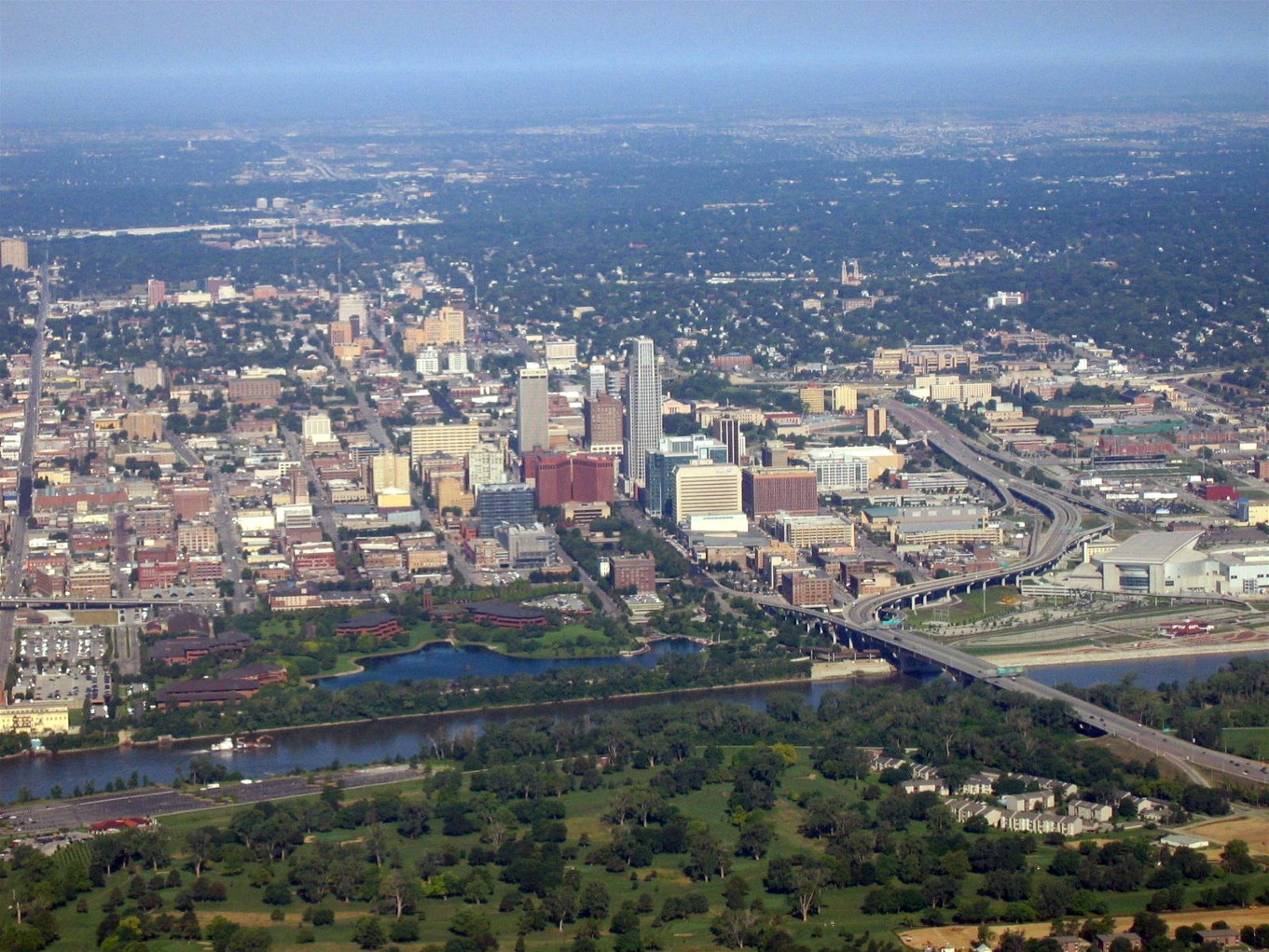
Omaha gezien vanuit de lucht

## Geografie
Volgens het United States Census Bureau beslaat de plaats een oppervlakte van
307,9 km², waarvan 299,7 km² land en 8,2 km² water.

## Klimaat
In januari is de gemiddelde temperatuur -6,1 °C, in juli is dat 24,9 °C. Jaarlijks valt er gemiddeld 758,4 mm neerslag (gegevens op basis van de meetperiode 1961-1990).

## Kunst en cultuur
Het Joslyn Art Museum voor beeldende kunst met het beeldenpark, de Peter Kiewit Foundation Sculpture Garden.

## Transport
Omaha kan bereikt worden via de freeways Interstate 80 en Interstate 29. Ten noordoosten ligt de plaatselijke luchthaven Eppley Airfield.
De stad is een historisch centrum van spoorverkeer in de Verenigde Staten. De Union Pacific Railroad begon in 1865 met het aanleggen van spoorlijnen vanuit Omaha. Omaha is nog steeds het hoofdkwartier van de Union Pacific.

## Plaatsen in de nabije omgeving
De onderstaande figuur toont nabijgelegen plaatsen in een straal van 12 km rond Omaha.

## Trivia
- Een van de stranden tijdens de Invasie in Normandië in de Tweede Wereldoorlog is naar Omaha genoemd, zie Omaha Beach.
- Op 5 december 2007 kwam het winkelcentrum Westroads Mall in Omaha in het nieuws door een schietpartij.
- Warren Buffett wordt ook wel 'The Oracle of Omaha' genoemd.

## Bekende inwoners van Omaha

### Geboren
- Fred Astaire (1899-1987), film- en Broadway-ballroomdanser, zanger en acteur
- Frances Howard (1903-1976), actrice en vrouw van Samuel Goldwyn
- Tillie Olsen (1912-2007), schrijfster, dichteres, vakbondsactiviste en feministe
- Gerald Ford (1913-2006), 38e president van de Verenigde Staten
- Dorothy McGuire (1916-2001), actrice
- Montgomery Clift (1920-1966), acteur
- Lawrence Klein (1920-2013), econoom en Nobelprijswinnaar (1980)
- Marlon Brando (1924-2004), acteur
- Charlie Munger (1924-2023), jurist en zakenman
- Malcolm Little (1925-1965), woordvoerder van de Nation of Islam (beter bekend als Malcolm X)
- Lenka Peterson (1925-2021), actrice
- Warren Buffett (1930), zakenman en investeerder
- Inga Swenson (1932-2023), actrice
- Barry Barish (1936), natuurkundige en Nobelprijswinnaar (2017)
- Steve Alaimo (1939-2024), zanger
- Nick Nolte (1941), acteur
- Terry Goodkind (1948-2020), schrijver van sciencefiction
- Lindsay Bloom (1950), actrice
- Robert Reed (1956), sciencefictionschrijver
- Jim Fitzpatrick (1959), acteur, filmproducent, filmregisseur en scenarioschrijver
- Alexander Payne (1961), filmregisseur
- Jay Karnes (1963), acteur
- Andy Milder (1969), (stem)acteur
- Elliott Smith (1969-2003), singer-songwriter
- Jason Kreis (1972), voetballer
- Gabrielle Union (1972), actrice en fotomodel
- Nicholas D'Agosto (1980), acteur
- Conor Oberst (1980), singer-songwriter
- Andy Roddick (1982), tennisser
- Hallee Hirsh (1987), actrice
- Terence Crawford (1987), bokser
- Sugar Todd (1990), langebaanschaatsster